# 10 липня
10 липня — 191-й день року (192-й в високосні роки) в григоріанському календарі. До кінця року залишається 174 дні.

## Свята і пам'ятні дні

### Міжнародні
- День Ніколи Тесли.

### Національні
- Багамські Острови: Національне свято Співдружності Багамських островів. День Незалежності. (1973)
- Монголія: День прапора.
- Мавританія: День збройних сил.
- Японія: День натто. (な っ と う).
- США: День штату Вайомінг. (1890)

### Релігійні

#### Християнство

##### Католицизм
- День Святого Антонія Печерського.
- День Святого Канута.

##### Православ'я[1]
- Мучеників 45-ох в Нікополі Вірменському: Леонтія, Маврикія, Даниїла, Антонія, Олександра, Іаникита, Сисинія, Менея, Вирилада та інших.
- Преподобного Антонія Києво-Печерського, Київського, начальника всіх руських ченців.
- Преподобного Силуана, схимника Києво-Печерського, в Дальніх печерах.
- Мученика Аполлонія.
- Мучеників Віанора й Силуана.
- Преподобноих пустельників єгипетських, вогнем і димом заморених.

## Події
- 1547 — у Королівстві Франція відбулася остання офіційно дозволена королем дуель.
- 1609 — німецькі католицькі князі створили Католицьку лігу для боротьби з Реформацією.
- 1651 — під Берестечком закінчилася битва між армією Речі Посполитої і союзним козацько-татарським військом.
- 1878 — в Англії футбольний арбітр вперше використав на полі свисток (до цього судді кричали).
- 1934 — постановою ЦВК і РНК СРСР разом з НКВС була створена система таборів ГУЛАГ.
- 1940 — засуджено Сергія Корольова на 8 років ВТТ.
- 1941 — відбувся погром у Єдвабному, під час якого кілька сотень місцевих євреїв були вбиті своїми польськими сусідами, більшість спалена у стодолі.
- 1943 — війська Великої Британії та США висадилися на острові Сицилія.
- 1949 — унаслідок землетрусу загинуло таджицьке місто Хаїт з населенням понад 20 000 осіб, а також декілька кишлаків біля нього.
- 1960 — збірна СРСР з футболу завоювала Кубок Європи.
- 1989 — в Междурєченську почався страйк шахтарів, що згодом охопив і Донбас.
- 1984 — на пресконференції в Мілані радянський режисер Андрій Тарковський заявив, що залишається на Заході.
- 1985 — французькі спецслужби затопили корабель Rainbow Warrior, що належав організації «Грінпіс».
- 1991 — вночі цього дня невідомі підірвали два пам'ятники — Степанові Бандері в селі Старий Угринів (Івано-Франківська обл.) та Євгену Коновальцю в селі Зашків (Львівська обл.). Обидва пам'ятники були встановлені на батьківщині лідерів ОУН.
- 1994 — Леоніда Кучму обрано Президентом України, а Олександра Лукашенка — президентом Білорусі.

## Народились
Дивись також Категорія:Народились 10 липня
- 1509 — Жан Кальвін, французький протестантський проповідник, засновник кальвінізму.
- 1830 — Каміль Піссарро, французький художник XIX ст., представник імпресіонізму.
- 1834 — Джеймс Вістлер, англо-американський живописець і графік.
- 1856 — Нікола Тесла, всесвітньовідомий сербський та американський винахідник і фізик.
- 1871 — Марсель Пруст, французький письменник, один із родоначальників модернізму в літературі «У пошуках утраченого часу».
- 1888 — Джорджо де Кіріко, італійський аристократ, художник і графік XX століття, близький до сюрреалізму.
- 1900 — Петро Погребняк, український вчений-лісівник та ґрунтознавець, віцепрезидент АН УРСР.
- 1909 — Мухаммед Дауд Хан, сардар, прем'єр-міністр і президент Республіки Афганістан.
- 1931 — Еліс Манро, канадська письменниця, лауреатка Нобелівської премії з літератури (2013) та Букерівської премії (2009).
- 1947 — Андрій Дмитрук, український письменник.
- 1955 — Леонід Буряк, український футболіст, тренер.
- 1980 — Анна Діденко, українська художниця.
- 1982 — Влад Яма, український танцівник.
- 1984 — Марк Гонсалес, чилійський футболіст.

## Померли

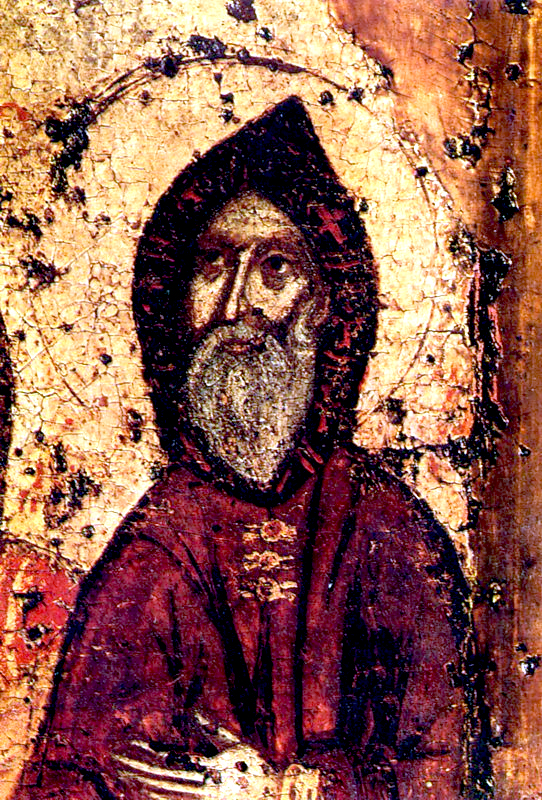
Антоній Печерський

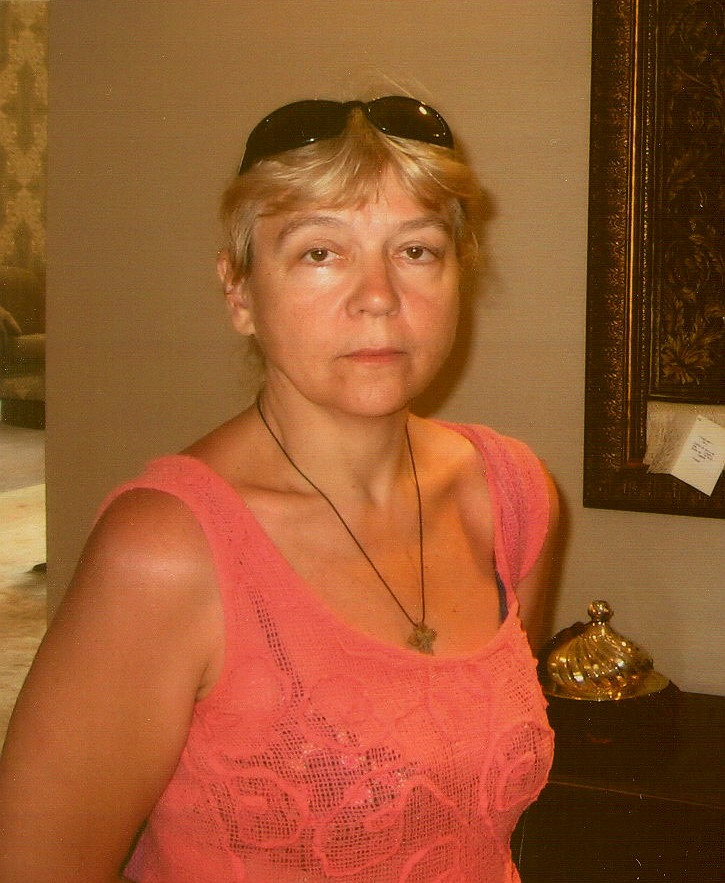
Ярослава Король

Дивись також Категорія:Померли 10 липня
- 1073 — Антоній Печерський, один із засновників Києво-Печерського монастиря

- 1806 — Джордж Стаббс, англійський вчений-біолог і художник-анімаліст. Автор праці «Анатомія коня» (1766).
- 1851 — Луї Дагер, французький художник, хімік і винахідник, один із творців фотографії.
- 1866 — Йосип Гладкий, останній кошовий Задунайської Січі.
- 1884 — Пол Морфі, американський шахіст.
- 1898 — Туоне Удайна, останній носій далматинської мови.
- 1901 — Васил Друмев, прем'єр-міністр Болгарії та письменник.
- 1910 — Йоганн Готфрід Ґалле, німецький астроном, який за розрахунками Урбана Левер'є відкрив планету Нептун.
- 1927 — Луїза Аббема, французька художниця, скульптор і дизайнер.
- 1989 — Мел Бланк, американський актор озвучування і комедіант.
- 2006 — Шаміль Басаєв, відомий чеченський польовий командир.
- 2009 — Ярослава Король, українська художниця.

- 2011 — Ролан Петі, французький танцівник і хореограф.
- 2015 — Омар Шариф, єгипетський кіноактор, сценарист і кінорежисер.
- 2020 — Тарас Матвіїв, герой України, журналіст, громадсько-політичний діяч. Загинув, рятуючи побратимів у російсько-українській війні.